# Distretto di Palpa (Nepal)
Il distretto di Palpa è un distretto del Nepal. In seguito alla riforma costituzionale del 2015 fa parte della provincia di Lumbini, che fino al 6 ottobre 2020 era chiamata provincia No. 5.
Il capoluogo è Tansen.
Geograficamente il distretto appartiene alla zona collinare delle Mahabharat Lekh.
I principali gruppi etnici presenti nel distretto sono i Magar.

## Municipalità
Il distretto è suddiviso in dieci municipalità, due urbane e otto rurali.
- Tansen
- Rampur
- Rainadevi Chhahara
- Ripdikot
- Bagnaskali
- Rambha
- Purbakhola
- Nisdi
- Mathagadi
- Tinahu